# Peeples Valley
Peeples Valley est une census-designated place (CDP) située dans le comté de Yavapai dans l'État de l'Arizona aux États-Unis. La population y était de 374 lors du recensement de 2000.

## Annexe